# Netsanet Gudeta
Netsanet Gudeta (ur. 12 lutego 1991) – etiopska lekkoatletka specjalizująca się w biegach długich.
Drużynowa wicemistrzyni świata w półmaratonie z 2014 roku. W 2015 zdobyła dwa medale podczas rozegranych w Guiyangu mistrzostw świata w biegach na przełaj. W 2016 zdobyła swoje drugie srebro mistrzostw świata w półmaratonie.
Rekordy życiowe: bieg na 10 000 metrów – 30:36,75 (2016); półmaraton – 65:45 (2019) rekord Etiopii.

## Osiągnięcia indywidualne
| Rok  | Impreza                                   | Miejsce   | Konkurencja      | Pozycja    | Wynik   |
| ---- | ----------------------------------------- | --------- | ---------------- | ---------- | ------- |
| 2014 | Mistrzostwa świata w półmaratonie         | Kopenhaga | półmaraton       | 6. miejsce | 68:46   |
| 2015 | Mistrzostwa świata w biegach przełajowych | Guiyang   | bieg przełajowy  | 3. miejsce | 26:11   |
| 2016 | Mistrzostwa świata w półmaratonie         | Cardiff   | półmaraton       | 4. miejsce | 68:01   |
| 2019 | Mistrzostwa świata                        | Doha      | bieg na 10 000 m | –          | DNF     |
| 2020 | Mistrzostwa świata w półmaratonie         | Gdynia    | półmaraton       | 8. miejsce | 1:06:46 |